# Cellkyrka
Cellkyrkorörelsen kan härledas till 1960-talet. Den är en utpräglad lekmannarörelse. 
Det vanligaste sätet att definiera begreppet kyrklig cell lyder ungefär så här:
Cellen består av tre till fjorton personer som möts varje vecka utanför församlingens olika byggnader för att förverkliga sitt lärjungaskap genom evangelisation och gemenskap. Syftet är att bilda fler celler. 
Den lilla gemenskapen i cellen är Kyrkan i miniformat. Cellen kan till exempel fungera som bibelskola, lärjungaträning, evangelisationsteam och som ett arbetslag med särskilt uppdrag på en och samma gång. Tillsammans med andra celler kan den till exempel arrangera Alphakurser. Det är fantasin som sätter gränser.
Varje cell ingår i ett större nätverk. Tre till fem celler utgör en större enhet som särskilt när cellerna är geografiskt samlade kallas zon. I några sammanhang där relationerna är överordnade geografin kan denna enhet kallas cluster eller som i Holy Trinity Brompton i London för pastorat.
Varje zon har minst en zonledare eller coach, som man säger till exempel i Willow creek i Chicago. Zonledaren ska stödja celledarna, lyssna på dem och uppmuntra dem att gå framåt. De flesta cellstrukturerade församlingarna växer relativ fort och zonerna organiseras därför i distrikt, ofta med något slag av apostoliskt ledarskap.
Sedan mitten av 1990-talet har fenomenet trängt in också i de historiska kyrkorna och samfunden. Det har visat sig, om än med svårighet, vara möjligt att göra om de pastorscentrerade församlingarna till lekmannacentrerade. De anställdas församling blir lekfolkets församling och i den mån de anställda fortfarande behövs blir de resurspersoner. Församlingar som genomgår en sådan förändring benämns ofta på engelska för Metachurches.
En colombiansk variant inom cellkyrkorörelsen är den så kallade G-12-modellen. G-12 är en förkortning av "Government of Twelve" och bygger mycket kortfattat på det antal lärjungar Jesus hade i sin cell. I denna modell förväntas varje medlem kunna bilda nya celler. En av få kyrkor i Sverige och Europa som fortfarande aktivt arbetar med G-12-visionen är Södermalmskyrkan.
Det finns idag många olika modeller som drivs av samma grundläggande principer. Några av dessa principer är lärjungaskap, ledarträning och mångfaldigande.
Sedan början av 2000-talet framstår cellkyrkorörelsen som en av flera liknande. Dessa rörelser består av 100-tals miljoner unga kristna från jordens alla hörn. Deras gemenskaper kallas ofta för det nya paradigmets kyrkor, postmoderna kyrkor, på engelska fresh expressions of Church eller Emerging Missional Churches.